# Nexus 4
Nexus 4 (tên mã Mako hay Occam) là một chiếc điện thoại thông minh được Google và LG Electronics đồng phát triển, chạy hệ điều hành Android. Nó là chiếc điện thoại thông mình thứ tư trong dòng sản phẩm Google Nexus, là một nhóm các thiết bị điện tử tiêu dùng Android được sản xuất bởi các đối tác nhà sản xuất phụ tùng gốc. Được giới thiệu vào ngày 29 tháng 10 năm 2012, và phát hành vào ngày 13 tháng 11 năm 2012, Nexus 4 là thiết bị kế nhiệm Galaxy Nexus vốn được Samsung sản xuất. Cũng như các thiết bị Nexus khác, Nexus 4 được bán không khóa mạng thông qua cửa hàng trực tuyến Google Play, và cũng có mặt ở các cửa hàng của các nhà mạng.
Dựa trên phần cứng của LG Optimus G, Nexus 4 được phân biệt với người tiền nhiệm của nó bởi bộ xử lý 4 nhân Snapdragon S4 Pro, một camera sau 8 megapixel và camera trước 1.3 megapixel sử dụng cảm biến Sony BSI, sạc không dây Qi, cùng với sự giới thiệu phiên bản 4.2 ("Jelly Bean") của hệ điều hành Android –  một bản cập nhật với các tính năng: chup ảnh 360° (với tên gọi "Photo Sphere"); một menu cài đặt nhanh; widget ở màn hình khóa; gõ bằng cử chỉ; và phiên bản cập nhật của Google Now.
Nexus 4 đã nhận được nhiều đánh giá tích cực từ các nhà phê bình, họ ca ngợi chất lượng phần cứng của Nexus 4, cùng với hiệu suất và giá cả tương đối thấp của nó so với các điện thoại thông minh cao cấp khác. Tuy nhiên, cũng có lời chỉ trích thiết bị vì thiếu sự hỗ trợ LTE, cũng như thiếu khả năng tháo rời pin vốn có trên Galaxy Nexus.

## Lịch sử

### Giới thiệu
Google dự tính sẽ giới thiệu Nexus 4 tại một sự kiện báo chí ở New York City. Tuy nhiên, sự kiện bị hủy bởi cơn bão Sandy, và Nexus 4 (cùng với Android 4.2, máy tính bảng Nexus 10 và Nexus 7 có hỗ trợ mạng di động) đã được công bố bởi Google thông qua thông cáo báo chí vào ngày 29 tháng 10 năm 2012, và phát hành vào ngày 13 tháng 11 năm 2012.

## Giá bán
Nexus 4 có giá US$299 (phiên bản 8 GB) và US$349 (phiên bản 16 GB) khi phát hành. Đây là mức giá rất thấp so với các điện thoại thông minh khác, vốn có giá khoảng $600. Vào ngày 27 tháng 8 năm 2013, giá được giảm xướng tương ứng còn $199 and $249, với mức giảm tương tự ở các quốc gia khác.